# 水门塘水库
水门塘水库是中国安徽省六安市霍邱县境内的一座水库，位于淮河水系沣东干渠上，建于1985年。水库正常库容为910万立方米，集雨面积为3平方千米，海拔为28.3米。